# Draperia
- Commons
- Wikispecies

Draperia é um género botânico pertencente à família Hydrophyllaceae.
Inclui a espécie Draperia systyla, da flora da Califórnia.